# The Sisters of Mercy
Sisters of Mercy este o formație britanică de gothic rock. A fost înființată în 1980 în orașul Leeds, Anglia. Andrew Eldritch este solistul și singurul membru original al trupei Sisters of Mercy.